# Weinmannia macrophylla
Weinmannia macrophylla là một loài thực vật có hoa trong họ Cunoniaceae. Loài này được Kunth miêu tả khoa học đầu tiên năm 1823.